# Fahne und Wappen des Kantons Appenzell Ausserrhoden
Das Wappen des Kantons Appenzell Ausserrhoden stellt einen schwarzen, aufrecht gehenden Bären auf weissem (heraldisch: silbernem) Grund dar. Dazu befindet sich links vom Bären der Buchstabe «V» (alte Schreibweise von «U»), rechts der Buchstabe «R». Der Bär wurde aus dem Wappen der Fürstabtei St. Gallen übernommen. Das «VR» steht für Ussroden (also «Ausserrhoden»).

## Blasonierung
Die  Blasonierung des Wappens des Kantons Appenzell Ausserrhoden lautet nach Mühlemann (1977): In Silber ein aufrechter, rot gezungter und bewehrter schwarzer Bär, unten rechts begleitet von einem schwarzen Grossbuchstaben V, links von einem ebensolchen R.

## Geschichte

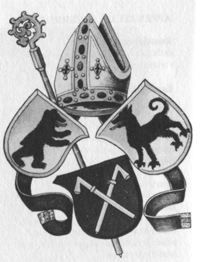
Wappen des Abtes Ulrich Rösch, flankiert vom Doppelwappen der Fürstabtei St. Gallen und der Grafschaft Toggenburg

Kombiniertes Wappen des Kantons Appenzell beider Rhoden von 1948

Der Kanton Appenzell führte seit seinem Aufstand gegen die Herrschaft der Fürstabtei St. Gallen 1401 den aufrechten Bären im weissen Feld in seinem Banner. 1513 trat Appenzell der Eidgenossenschaft bei als letzter der Dreizehn Alten Orte und führte seit dieser Zeit auch das Wappen mit dem aufrechten schwarzen Bären im silbernen Feld.
1597 kam es aus konfessionellen Gründen zur Spaltung des Kantons Appenzell in die beiden heutigen (Halb-)Kantone Appenzell Innerrhoden und Appenzell Ausserrhoden (Landteilung).
Nachdem die Schiedsrichter bei der Landteilung entschieden, dass die Innerrhoder das Wappen des ungeteilten Kantons weiterverwenden durften, musste Ausserrhoden ein neues Wappen kreieren. Es vollzog dies mit dem Hinzufügen der Buchstaben «U» (als «V» geschrieben) und «R», die für «Ussere Roden» stehen (= Ausserrhoden).
Nach der Landesteilung liess Appenzell Ausserrhoden ein neues Landesbanner anfertigen, das neben den Buchstaben «VR» noch die Inschrift «SOLI DEO GLORIA» trug.
Diebolder (1926) überliefert folgende Anekdote: Während der Helvetik (1798–1803), als Appenzell Ausserrhoden zum  Kanton Säntis gehörte und alle alten Hoheitszeichen entfernt werden mussten, habe ein Offizier der in Appenzell stationierten Waadtländer Truppen ein Wappen von Appenzell Ausserrhoden bemerkt und seine Entfernung befohlen. Ein schlauer Appenzeller habe darauf behauptet, das «VR» stehe für Vive la République, und so durfte das Wappen am Ort bleiben.
Von 1815 bis 1999 war Appenzell Ausserrhoden Halbkanton der modernen Schweizerischen Eidgenossenschaft.
Im Grossen Siegel der Eidgenossenschaft sowie später auch auf der Bundeshauskuppel und in Beflaggungen mit Kantonsfahnen wurde der vereinigte Kanton  «beider Rhoden» mit dem alten Wappen Appenzells, und damit dem Wappen von Appenzell Innerrhoden dargestellt. Im neuen Bundessiegel von 1948 wurde dann allerdings das gespaltene Wappen gezeigt, in dem die beiden Bären sich  in heraldischer Courtoisie zuwenden. Das Wappen von Ausserrhoden kommt dabei heraldisch rechts zu stehen, doch die Buchstaben  «VR» behalten ihre Anordnung, so dass sich der Bär nun dem
«R» zuwendet. Seit 1999 zählt Appenzell Ausserrhoden als Kanton (und nicht mehr als Halbkanton), und das Fahnenreglement der Schweizer Armee von 2007 regelt den Umgang mit der  Kantonsfahne: Es wird hier eindeutig darauf hingewiesen, dass bei symmetrischem Aufhängen von Kantonsfahnen links und rechts der Bundesfahne, eine Fahne von Appenzell Ausserrhoden, die sich auf der linken Seite befinde gespiegelt gezeigt werden müsse, also so, dass der Bär zur Mitte schaut und damit «VR» in Spiegelschrift erscheint.

## Ähnliche Gemeindefahne und Gemeindewappen
Sieben der 20 Gemeinden im Kanton zeigen ebenfalls den aufrechten schwarzen Bären auf weissem Grund. Waldstatt verwendet zudem den Bären als Schildhalter.

Fahne Bühler
Wappen Bühler
Fahne Herisau
Wappen Herisau
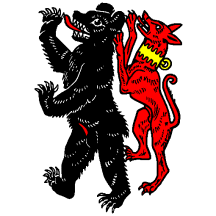
Fahne Hundwil
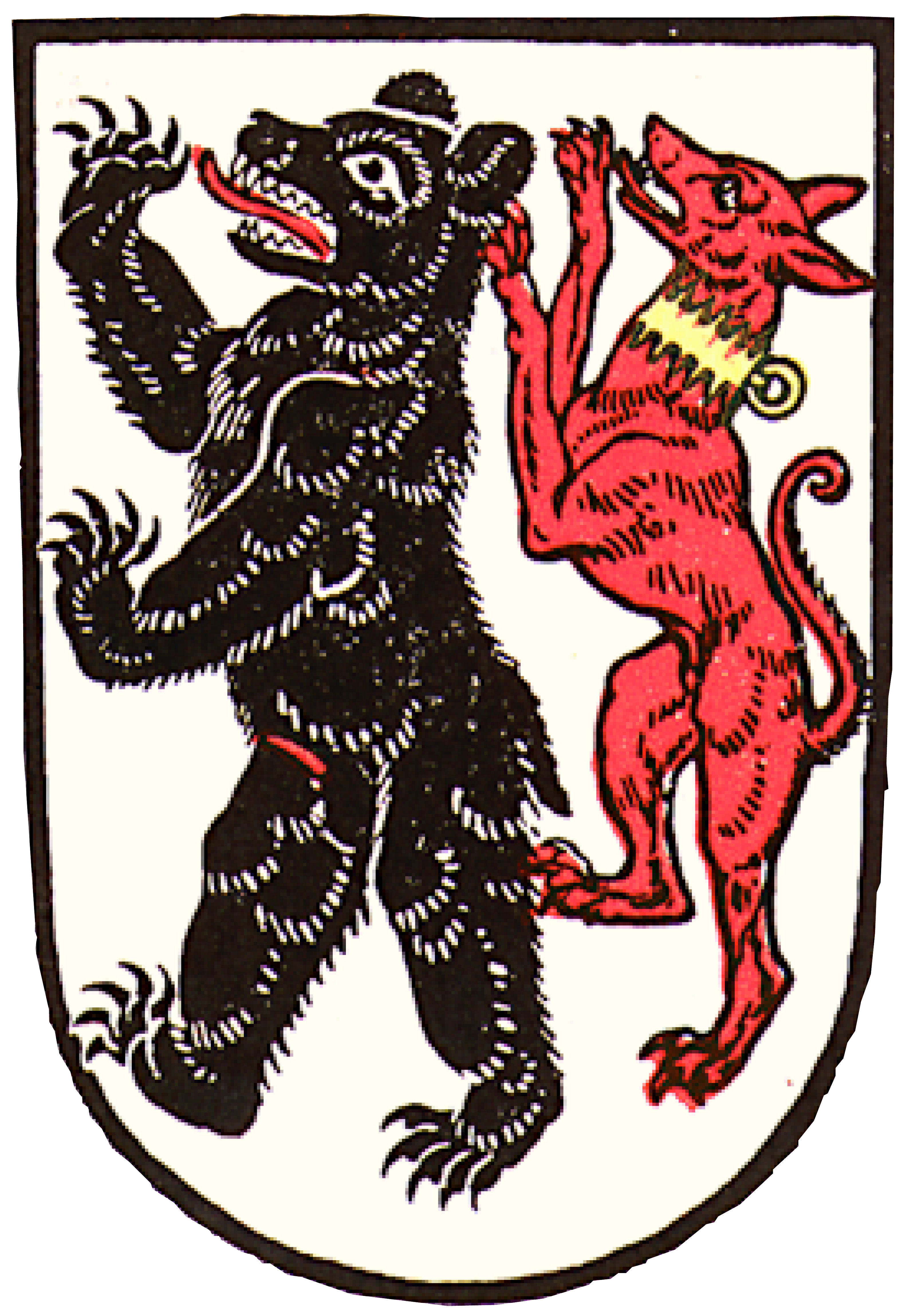
Wappen Hundwil
Fahne Speicher
Wappen Speicher
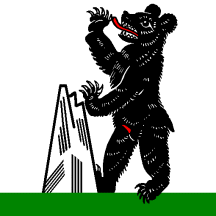
Fahne Stein
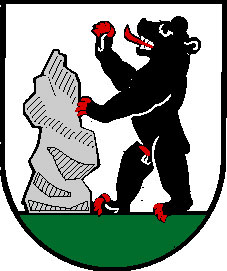
Wappen Stein
Fahne Trogen
Wappen Trogen
Fahne Urnäsch
Wappen Urnäsch
Fahne Waldstatt
Wappen Waldstatt

Zwei weitere Gemeindefahne und Gemeindewappen zeigen einen schreitenden Bären:

Fahne Grub
Wappen Grub
Fahne Teufen
Wappen Teufen